# Bactrocera batemani
Bactrocera batemani
 es una especie de díptero que Drew describió por primera vez en 1989. Bactrocera batemani pertenece al género Bactrocera de la familia Tephritidae.